# Quebrada Las Barrancas
La quebrada Las Barrancas o río Chacay, es un curso natural intermitente de agua de la Región de Coquimbo

## Trayecto
Nace con el nombre de quebrada Chunga en la ladera sureste del cerro Salapor desde donde sigue un curso general suroeste por 34 km para girar hacia el oeste por unos kilómetros y desembocar en el océano Pacífico al lado este de Punta Teatinos, en el lado norte de la bahía de Coquimbo. Tiene una longitud total de 40 km.: 263 

## Caudal y régimen
El régimen es pluvial y esporádico.: 263 

## Historia
Francisco Solano Asta-Buruaga y Cienfuegos escribió en 1899 en su obra Diccionario Geográfico de la República de Chile sobre el lugar llamado Chacay:
Chacay.-—Caserío de unos 90 habitantes situado en el departamento de la Serena en la serranía del lado oriental del cerro de Juan Soldado. En su contorno se encuentran minas de cobre. El nombre es el de un arbusto espinoso (Colletia crenata).
Luis Risopatrón escribió en 1924 en su obra "Diccionario jeográfico de Chile":: 70 
Barrancas (Quebrada de Las), corre hacia el SW i desemboca en la costa del mar hacia el E de la punta Teatinos; sube por ella el camino que va de La Serena al mineral de La Higuera.

## Población, economía y ecología
Aunque por naturaleza no pertenece a la cuenca del río Elqui, si lo es por cercanía e influencia humana. De hecho ambas cuencas pertenecen al item 043 del inventario nacional de cuencas de Chile. En el inventario DARH, esta cuenca sale del ítem del río Elqui y pasa a pertenecer al ítem 042, emplazado al norte de la desembocadura del Elqui.